# 7726 Olegbykov
7726 Olegbykov è un asteroide della fascia principale. Scoperto nel 1974, presenta un'orbita caratterizzata da un semiasse maggiore pari a 2,2470070 UA e da un'eccentricità di 0,1800141, inclinata di 5,86349° rispetto all'eclittica.